# 袁雪芬
袁 雪芬（えん せつふん、ユエン・シュエフン、1922年3月26日 - 2011年2月19日）は、中国浙江省嵊県（現：嵊州市）出身の越劇女優。数々の越劇映画に出演した。2011年2月19日、上海市淮海路の自宅で死去。88歳没。

## 出演作品

### 越劇
- 《山河恋》
- 《祥林嫂》
- 《王昭君》
- 《梁山伯と祝英台》
- 《西廂記》

### 映画
- 1953年越劇映画《梁山伯と祝英台》
- 1978年越劇映画《祥林嫂》

## 著書
- 袁雪芬等、1997年、越劇舞台美術（上海：上海人民美術出版社）
- 袁雪芬、2004年、袁雪芬文集（北京：中国戯劇出版社）